# Gustaf Kuylenstierna
Anders Carl Gustaf Kuylenstierna, född 13 augusti 1868 på Kjulsta i Stigtomta socken, död 5 september 1915 i Köpenhamn, var en svensk apotekare och kemist.
Gustaf Kuylenstierna var son till lantbrukaren Johan Frans Gustaf Kuylenstierna. Han blev apotekselev 1885, avlade farmacie studiosiexamen 1889 och apotekarexamen 1892, studerade en tid vid Stockholms högskola och blev filosofie doktor i Heidelberg 1893. Efter en kortvarig apotekstjänst i Stockholm knöts han 1894 till Farmaceutiska institutet, först som assistent i botanik och farmakognosi och 1897–1905 som assistent (från 1902 även som lärare) i kemi och farmaci, varjämte han 1897–1905 var extralärare i bakteriologi. Från 1905 till sin död var han föreståndare för bakteriologisk-kemiska laboratoriet vid Stockholms stads vattenledningsverk. Kuylenstierna publicerade en rad organisk-kemiska undersökningar och skrev dessutom bland annat om de olika teorierna för alkoholjäsning och om metoder för kvicksilverbestämning. Av stor vikt var hans redogörelser för verksamheten 1907 och 1908 vid vattenledningsverkets laboratorium. Han lämnade där uppgifter om bakterieförekomsten i vattenledningsvattnet i Stockholm samt i olika vatten i och omkring staden som Årstaviken, Mälaren och Bornsjön. Kuylenstierna bodde i Djursholm, där han var ledamot av hälsovårdsnämnden.